# Affaire Altobella Cappelleri
L'affaire Altobella Cappelleri aussi appelée « affaire de l'auberge rouge » et « affaire Cappelleri » des nom et prénom de la prévenue, est une affaire criminelle française qui débute en septembre 2003 par un témoignage anonyme déposé à la gendarmerie de Verdun-sur-Garonne. Il concerne la séquestration, les violences subies et la disparition en 1997 de Georges Hourdin à l'Auberge du Tail, victime de sa propriétaire Altobella Cappelleri.
On découvre que pour faire disparaître le corps de Georges Hourdin, sa tortionnaire aurait donné son corps en pâture aux cochons. Il fut ensuite jeté dans un puisard, puis 3 mois plus tard réduit en cendres dans la cheminée de l'auberge. 

## Les faits
En septembre 2003 un témoin se présente à la gendarmerie de Verdun-sur-Garonne et demande à pouvoir témoigner anonymement, ce qui lui est accordé. Il déclare que plusieurs années plus tôt, en 1997, dans l'Auberge du Tail à Aucamville, Georges Hourdin, la soixantaine, a été séquestré pendant plusieurs années puis tué. Il déclare qu'après sa mort son cadavre a été donné à manger aux cochons de l'auberge, puis que les restes ont été jetés dans un puits.

## Enquêtes

### Enquête liée à l'identification de Georges Hourdin
L'identité de la victime n'apparaît pas dans le fichier des personnes disparues.
Les recherches sur Georges Hourdin permettent à la gendarmerie de découvrir qu'il fait un séjour en hôpital psychiatrique à Bar-le-Duc, où il est placé d'office en raison d'un état d'ébriété avancé.
Son compte en banque est crédité de 1,5 euro.
Issu d'une fratrie de 7 enfants, l'une de ses sœurs dit que Georges ne parle plus depuis son retour de la Guerre d'Algérie et que personne dans la famille n'a plus de nouvelle de lui.
En consultant les registres de l'hôpital de Toulouse les gendarmes découvrent qu'il y séjourne en 1988 et qu'à cette époque il donne comme adresse celle de l'Auberge du Tail.

### Enquête liée à l'Auberge du Tail
Les enquêteurs s'intéressent alors à l'Auberge du Tail. Ils découvrent qu'elle est fermée depuis 4 ans mais qu'Altobella Cappelleri, sa propriétaire, y vit toujours en compagnie de sa fille handicapée sourde-muette et d'un ouvrier agricole, Franck.
Le mari d'Altobella, Armand Laveron, est décédé. Altobella Cappelleri a francisé son prénom après son mariage et se faisait appeler Isabelle Laveron.
L'enquête met en lumière différentes rumeurs inquiétantes à son sujet : la patronne ne serait pas aimable, ce qui aurait fait fuir une partie de la clientèle. Il se dit aussi que lorsque l'auberge était ouverte Altobella y organisait des parties de débauche avec des notables, et qu'elle aurait incité sa fille à avoir des relations sexuelles avec un détaillant en Champagne pour négocier des tarifs avantageux sur ses produits.
Le 25 mai 2004 au matin, Altobella, sa fille et son fils Claude, et Franck sont placés en garde à vue.

### Garde à vue et perquisition à l'Auberge du Tail

#### Audition d'Altobella
Altobella Cappelleri dit qu'elle connaît George Hourdin, qu'elle lui a offert l'hospitalité, mais qu'elle n'a plus de nouvelles de lui depuis 1993, année au cours de laquelle elle situe son départ de l'auberge.

#### Audition de Franck
Franck déclare aux gendarmes qu'il est arrivé à l'Auberge du Tail à l'âge de 8 ans. Madame Altobella lui donnait alors des tâches simples à réaliser. Il s'y est alors installé, puis à l'âge de 18 ans elle lui confie un véritable emploi : s'occuper de la ferme, bricoler, sortir les poubelles, balayer la cour. Il dit d'Altobella qu'elle est gentille mais que sous l'emprise de l'alcool elle peut être violente. Elle l'aurait violé en le forçant à coucher avec elle, elle le bat. En plein hiver, elle le force à se déshabiller dans la cour extérieure de l'auberge puis le lave au jet d'eau froide. Il dit que malgré ces mauvais traitements il reste à l'auberge parce qu'Altobella lui fait peur.
Franck déclare que Georges Hourdin se présente affamé et accablé à l'auberge et qu'Altobella accepta de l'héberger. Toutefois cet hébergement se résume à coucher par terre sur une couverture dans la buanderie. Franck dit qu'Altobella frappe Georges.
Dans son témoignage, il affirme qu'à plusieurs reprises Altobella le force à violer George alors que ni l'un ni l'autre ne sont consentants. Altobella filme ces viols, puis se sert de la vidéo pour menacer Franck de la montrer à sa famille chaque fois qu'il fait mine de vouloir partir.
Franck dit que Georges est parti du jour au lendemain et qu'il ne sait pas où il est.

#### Audition du fils aîné d'Altobella: Claude
Claude est le fruit d'une union d'Altobella avec son premier mari.
Il déclare aux gendarmes ne plus vivre à l'auberge mais avoir déjà vu Georges être maltraité et souvent blessé. Il dit que Georges était souvent ivre, donc qu'il ne sait si ces blessures sont consécutives à des violences ou à des chutes. Il dit néanmoins qu'Altobella bat souvent Georges et l'accable de reproches.
Questionné sur sa vie à l'auberge, Claude dit que, lorsqu'il est petit, sa mère, Altobella, le jette tout nu dehors en pleine nuit. Tout le monde vit sous la menace permanente d'Altobella. Claude raconte qu'une fois, alors que son petit frère a uriné au lit, sa mère lui brûle le sexe avec une cigarette.
Concernant Georges, Claude explique aux gendarmes qu'une nuit sa mère l'appelle au téléphone pour lui demander de venir à l'auberge. Une fois sur place elle lui explique que Georges a fait une mauvaise chute, qu'il  est mort, et que son cadavre est dans la buanderie. Sa mère lui demande alors de s'occuper du corps.
Claude fait comprendre finalement aux enquêteurs que Georges est mort des suites des maltraitances et des sévices répétés infligés par Altobella. Selon ses dires, sa mère le force alors à porter le cadavre jusqu'à la porcherie. Claude dit qu'il prend l'initiative de nourrir discrètement mais copieusement les cochons juste avant de leur présenter le corps de Georges. Les cochons n'y touchent pas. Claude met le cadavre dans un puisard sous une dalle de béton. 3 mois plus tard, Altobella demande à Claude d'en sortir le cadavre pour le brûler. Claude et Armand, le mari d'Altobella, le placent dans la cheminée de l'auberge. Toute la nuit Armand l'enduit de graisse de canard pour attiser la combustion. Au matin Altobella met les cendres dans un sac poubelle, elle le donne à Claude qui va jusqu'à Toulouse le jeter dans un container public.

#### Perquisition
Les scientifiques de la gendarmerie, en utilisant du Luminol, détectent des traces de sang dans la buanderie et la porcherie. Toutefois l'enquête ayant lieu sept ans après les faits allégués, il n'est pas possible d'en établir une origine humaine.
Les gendarmes ne trouvent pas la vidéo du viol commis par Altobella sur Franck et Georges, mais ils trouvent une vidéo où Georges apparaît blessé à l'oreille pendant un dîner de réveillon.

#### Confrontation entre d'Altobella Cappelleri, Franck et Claude
Au début de cette confrontation les trois personnes se trouvent dans une même pièce de la gendarmerie, côte à côte. Rapidement il s'avère qu'Altobella a une emprise sur Franck et Claude. Un simple regard d'Altobella sur eux suffit à les faire taire, se recroqueviller sur leurs chaises et regarder par terre.
Pour qu'elle ne puisse pas les influencer, les gendarmes décident de tendre une couverture au travers de la pièce entre Altobella et les deux hommes.
Altobella rejette en bloc les accusations proférées contre elle par son fils et par Franck.

### Enquête financière
En janvier 2005, la Sécurité sociale de Montauban contacte la gendarmerie pour faire savoir que Georges était titulaire d'une pension d'invalidité de 3 000 francs par mois, qu'il avait été domicilié à l'Auberge du Tail jusqu'en 1997. Altobella avait pourtant déclaré ne plus avoir de nouvelle de Georges depuis 1993. Elle aurait donc perçu cette pension en tout illégalité.

### Nouvelle audition d'Altobella
Lors de cette audition Altobella reconnaît que Georges est décédé chez elle.
Son mari Armand étant mort, Altobella invente une autre version : ce dernier aurait surpris sa propre mère et Georges en pleine copulation. Ils se seraient disputés, puis battus, et Georges serait tombé sur le rebord de la piscine.
Elle concède avoir aidé à faire disparaître le corps, avec le même scénario que celui décrit par son fils.
Fin 2005, l'Auberge du Tail est détruite dans un incendie.

## Procès

### Procès de premier recours
Le procès se déroule devant la cour d'assises de Montauban. Claude n'est pas poursuivi car considéré comme ayant agi sous l'emprise de sa mère. À cette date, les faits caractérisant le viol commis par Franck sur Georges sous la contrainte d’Altobella sont alors prescris.
Altobella est la seule accusée, poursuivie pour séquestration ayant entraîné la mort de Georges Hourdin. La défense d'Altobella est assurée par Maître Gilbert Collard, il plaide un accident survenu un soir d'ivresse.
Verdict : Altobella Cappelleri est alors condamnée à 15 ans de réclusion criminelle, elle fera appel.

### Procès en appel
Le procès en appel se tient devant la cour d'appel de Toulouse. Le 29 septembre 2010 est rendu le Verdict : Altobella Cappelleri est condamnée à 20 ans de réclusion criminelle,.

### Médiagraphie

#### Documentaire radio.
Europe 1. Hondelatte raconte.« Altobella Cappelleri, son auberge et ses cochons ». Le 14 décembre 2021

#### Documentaires télévisés
- « L'auberge rouge : l'affaire Hourdin » (premier reportage) le 13 février 2013 dans Enquêtes criminelles : le magazine des faits divers sur W9 rediffusé dans Dossiers criminels sur Numéro 23.

#### Émission radiophonique
- « L'affaire Altobella Cappelleri, son auberge et ses cochons » le 22 juin 2017 dans l'émission Hondelatte raconte », sur Europe 1